# 木南陽介
木南 陽介（きみなみ ようすけ、1974年〈昭和49年〉- ）は、日本の実業家。株式会社レノバ代表取締役。

## 略歴
1974年（昭和49年）に兵庫県神戸市垂水区で生まれ、灘区で育つ。両親は高等学校教員。兵庫県立神戸高等学校を経て、1998年に京都大学総合人間学部を卒業。マッキンゼー・アンド・カンパニー勤務を経て、2000年（平成12年）5月30日（ごみゼロの日）に株式会社レノバ（旧・リサイクルワン）を設立した。
京都大学を1年間休学し自ら起業、大学の仲間と共に有限会社メディアマックスジャパンを設立、代表取締役に就任。現在は、後輩が経営。